# Шаршун, Сергей Иванович
Сергей Иванович Шаршун (фр. Serge Charchoune; 4 [16] августа 1888, Бугуруслан, Самарская губерния — 24 ноября 1975[…], Вильнёв-Сен-Жорж) — русский писатель и художник.

## Биография и творчество
Сергей Шаршун недолго изучал искусство в Москве, прежде чем его призвали в армию в 1910 году. В 1912 году отправился в Париж, где быстро заинтересовался кубистским движением, обучаясь у Анри Ле Фоконье. После окончания учёбы остался в Европе, бо́льшую часть жизни провёл во Франции. В 1916—1917 годах жил в Испании, в 1922—1923 — в Берлине. Приверженец антропософии, называл себя «магическим реалистом».
В 1920 познакомился с Ф. Пикабиа, затем с Т. Тцара и А. Бретоном. Участвовал в групповых акциях дадаистов. Известен его портрет работы Мана Рэя (между 1922 и 1925).
Публиковался в журнале «Числа»; И. М. Каспэ называет его «одним из самых ярких авторов» журнала.
В 1960—1970-х годах несколько раз посетил Россию.
Автор фрагментарно-дневниковой прозы, наследующей стилистику текстов Василия Розанова. Романы «Долголиков», «Путь правый» и «Яно грустнейший» образуют автобиографическую трилогию.

## Избранные публикации
- Контр-данс. Париж: изд-во Гомеопат, 1924
- В плену у Тарандоты. Париж: С. Шаршун, 1928
- Заячье сердце: лирическая повесть. Париж, s.n., 1937
- Небо колокол: поэзия в прозе. Париж, s.n., 1938
- Подать: лирическое повествование. Париж: С. Павлов, 1938
- Назаростающая тропа. Париж, s.n., 1949
- Победитель: пьеса в 10-ти картинах. Париж: С. Шаршун, 1950
- Дорогой букет. Париж: С. Шаршун, 1958
- Крест из Морщии. Париж: С. Шаршун, 1959
- Романтический курилка. Париж: С. Шаршун, 1960
- Преддверие. Париж: С. Шаршун, 1961
- Долголиков: поэма. Париж: Вопрос, 1961
- Не что и не как сделано, а кем. Париж: С. Шаршун, 1961
- Новоселье. Ванв: С. Шаршун, 1962
- Вспышки искр. Ванв: С. Шаршун, 1963
- Старость-мудрость. Ванв: Вопрос, 1963
- Ах, хорошо! Ванв: Вопрос, 1963
- Неприятные рассказы. Париж: Вопрос, 1964
- Небо колокол. Ванв: Вопрос, 1965
- Ракета: лирическое повествование. Париж: Вопрос, 1965
- Подвернувшийся случай. Париж: Вопрос, 1966
- Роздых: идиллия. Париж: Вопрос, 1966
- Жить становится веселее. Ванв: Вопрос, 1966
- Акафист Долголикову. Париж: Вопрос, 1967
- Стальное солнце. Ванв: Вопрос, 1967
- Седые волосы. Ванв: Вопрос, 1967
- Алмаз: слеза радости. Ванв: Вопрос, 1968
- Шопотные афоризмы. Париж: Вопрос, 1969
- Сим победиши. Ванв: Вопрос, 1969
- Дисгармония: Песни во сне. Ванв: Вопрос, 1969
- Уплющение: две песни во сне. Ванв: Вопрос, 1970
- Тень без тела. Париж: Вопрос, 1970
- Новый Кузьма Прутков. Париж: Вопрос, 1971
- Мое дело. Париж: Вопрос, 1972
- Без себя: скучная проза. Париж: Вопрос, 1972
- Художник графоман. Париж: Вопрос, 1973

## Выставки
- 1922 — Берлин, галерея «Der Sturm»

## Наследие и признание
В 2006 году в Музее личных коллекций ГМИИ имени Пушкина прошла большая персональная выставка Шаршуна, тогда же в Московской галерее «Наши художники» его работы — вместе с полотнами Полякова, де Сталя, Ланского — были представлены в экспозиции «Русская абстракция во Франции середины XX века». Несколько его полотен находятся в постоянной экспозиции ГТГ. Работа Шаршуна представлена в коллекции Ирины Столяровой Flying in the Wake of Light.
О Сергее Шаршуне в своей книге мемуаров «На берегах Сены» (1983) рассказывает поэтесса Ирина Одоевцева.
Работы Шаршуна находятся в Музее современного искусства, Центре Помпиду и Московском музее современного искусства.